# لغة آينوية

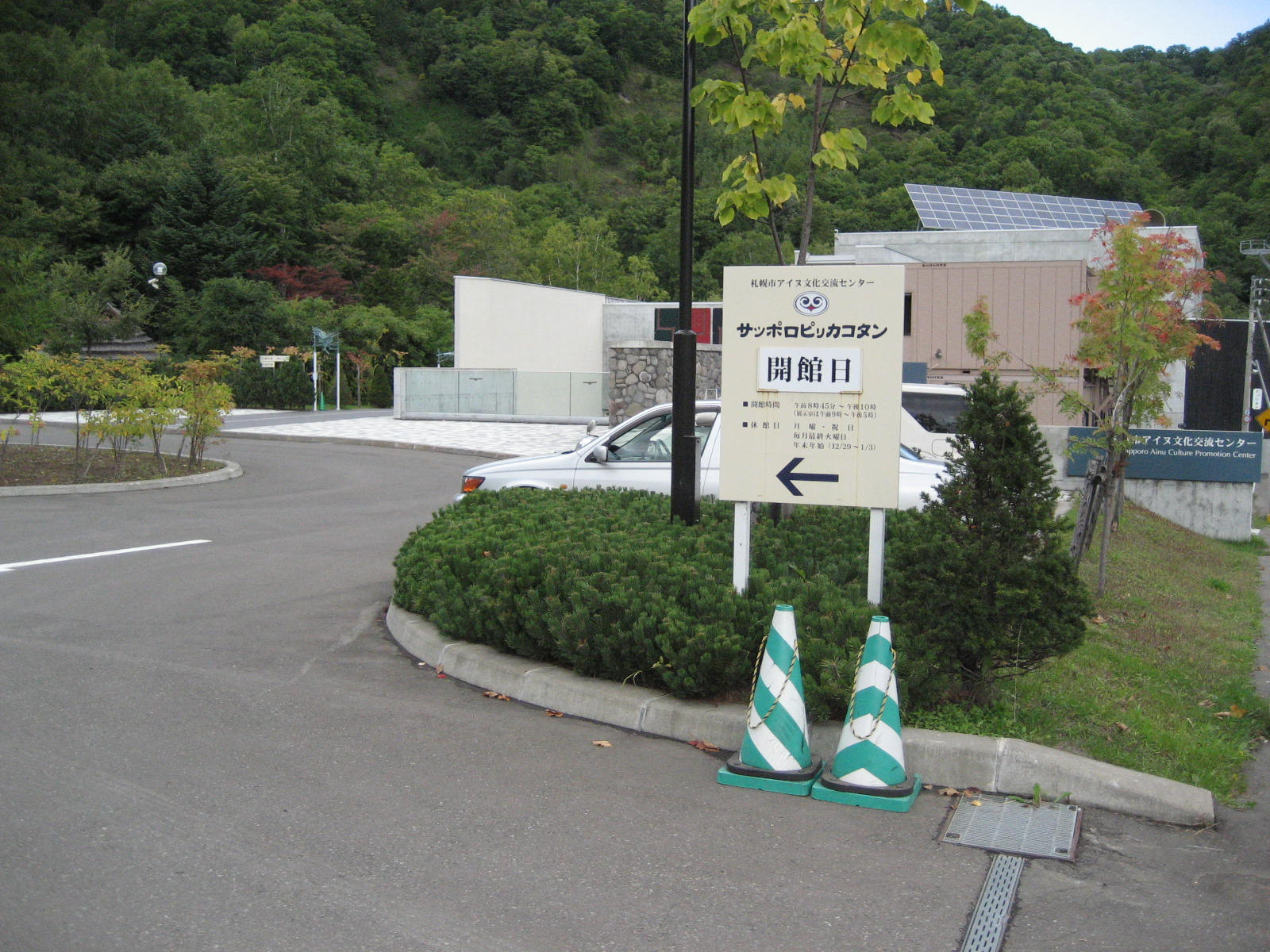
لوحة مكتوبة باللغة آينوية في بيركا كوتان بمحافظة سابورو اليابانية

اللغة الآيْنُوِيَّة (アイヌ イタク ،aynu itak، آينو إيتاك) هي لغة سكان شمال اليابان الأصلية، وهم شعب الاينو. حاليا، يوجد حوالي 200 شخص يتكلمون بهذه اللغة، إلا أن الكثير من الآينو يحاولون تعلّم هذه اللغة حتى لا تضيع ثقافتهم.
كان الآينو يسكنون في هوكايدو وسخالين وجزر الكوريل وشمال هونشو في القديم، لكن الآن يسكنون في هوكايدو فقط.
اللغة الأينو «الفصحى» مستعملة في الشعر التقليدي المسمى يوكار. وتمتاز هذه اللغة بتعدد لهجاتها، وأبعد اللهجات عن اللغة الأم هي لهجة جزيرة ساخالين.
ليس للأينو كتابة تقليدية، إلا أن أهل اللغة استحدثوا كتابة لها بخط الكاتاكانا اليابانية، أو بالحروف اللاتينية في القرن العشرين.

## أصوات
حروف الآينية هي: ب ت ك ء س ه ج وي م ن ر. والحروف ب، ت، ك تنطق ب، د، گ بعد نْ أو مْ، وإلا تنطق پ، ت، ك. وس تنطق ش قبل ـِي وفي تحت سكون، وت تصبح چ قبل ـِي.
حركاتها الخمس هي: ا، ي، و، ـَو o، ـَي é.

## نحو

### صرف
ترتيب الكلمات العادية فاعل - مفعول به - فعل، مثل اليابانية. والحرف تأتي بعد الاسم، والصفة قبل الاسم. مثلا:
كو-كَور تَوتَّو سَيتانتَو كار كوسو سَوي تا أربا.
أنا-مالك أم (نبتة تشبه النعنع) قطع لأجل خارج لـ ذهب.
أمي خرجت لتقطف النعنع.

### الاسم
لا يوجد جمع الاسم. تضاف حركة أو هاء وحركة إلى الاسم في بعض الحالات بمعنى المملوك، مثلا «سابا» = رأس، «ساباها» = رأس فلان، رأسه.

## الفعل
ليس في الآينية أي فرق واجب بين الماضي والمضارع، ولا بين المذكر والمؤنث، وليس لهم صيغة المثنى.

## الفعل المتعدّي
يستعمل الآينو تقريبا نفس الإضافات للفعل المتعدي والاسم: مثلا، كو-تَوتَّو تعني أمي، وكو-إيتاك تعني أتكلم.
في اللغة الفصيحة:
| إيتاك      | يتكلم، أو تتكلم، أو تكلم، أو تكلمت       |
| أي-إيتاك   | تتكلم، أو تتكلمين، أو تكلمتَ، أو تكلمتِ    |
| إيتاك-آن   | أتكلم، أو تكلمتُ                          |
| إيتاكبا    | يتكلمون، أو يتكلمن، أو تكلموا، أو تكلمن  |
| أيجي-إيتاك | تتكلمون، أو تتكلمن، أو تكلمتم، أو تكلمتن |
| إيتاك-آن   | نتكلم، أو تكلمنا                         |

في اللغة العامية:
| إيتاك        | يتكلم، أو تتكلم، أو تكلم، أو تكلمت                                      |
| أي-إيتاك     | تتكلم، أو تتكلمين، أو تكلمتَ، أو تكلمتِ                                   |
| إيتاك-آن     | (أنت المحترم) تتكلم، أو تتكلمين، أو تكلمتَ، أو تكلمتِ                     |
| كو-إيتاك     | أتكلم، أو تكلمتُ                                                         |
| إيتاكبا      | يتكلمون، أو يتكلمن، أو تكلموا، أو تكلمن (السيد المحترم) تتكلم، أو تكلمت |
| إيتاكبابا    | (السادات المحترمون) يتكلمون، أو يتكلمن، أو تكلموا، أو تكلمن             |
| أيجي-إيتاكبا | تتكلمون، أو تتكلمن، أو تكلمتم، أو تكلمتن                                |
| إيتاكبا-آن   | (أنا\نحن وأنت منّا) نتكلم، أو تكلمنا (انتم المحترمون) تتكلمون، أو تكلمتم |
| إيتاكبا-آش   | (نحن وأنت لست منّا) نتكلم، أو تكلمنا                                     |

## الأرقام
الأرقام الآينية من واحد إلى عشرة هي: شينَي، تو، رَي، إينَي، آشيكنَي، إيوان، آراوان، توبَيسان، شينَيبَيسان، وان. عشرون = هَوت، والأعداد الكبرى حتى للمائة مبنية على هذه الأرقام، مثلا 51 = شينَي إيكاشما وان أيتو تو-هَوت. (إيكاشما = زائد، أيتو = زائد للعشرات.)

## لغة «أينوية» في الصين
هناك أيضا لغة في ولاية شينجيانغ في الصين تسمى لغة الأَيْنُو أو لغة الأَبْدَل، وهي لغة تركية دخلت فيها كلمات فارسية كثيرة جدا. هناك 5000 ناطقون بها، ويسكنون قرب مدينة قشغر

## اقرأ ايضاً
- لغات اليابان
- لهجات اللغة اليابانية
- شعوب اليابان